# Борсуківська сільська рада (Лановецький район)
Борсукі́вська сільська́ ра́да — адміністративно-територіальна одиниця та орган місцевого самоврядування в Лановецькому районі Тернопільської області. Адміністративний центр — село Борсуки.

## Загальні відомості
- Територія ради: 7,456 км²
- Населення ради: 2 455 осіб (станом на 2001 рік)
- Територією ради протікає річка Горинь

## Населені пункти
Сільській раді були підпорядковані населені пункти:
- с. Борсуки
- с. Нападівка
- с. Синівці

## Склад ради
Рада складалася з 15 депутатів та голови.
- Голова ради: Фольварочний Богдан Леонідович
- Секретар ради: Новацька Надія Романівна

### Керівний склад попередніх скликань
| Прізвище, ім'я, по батькові    | Основні відомості                                                 | Дата обрання | Дата звільнення |
| ------------------------------ | ----------------------------------------------------------------- | ------------ | --------------- |
| Шуль Петро Дмитрович           | Сільський голова, 1951 року народження, безпартійний              | 26.03.2006   | 21.05.2010      |
| Пальчик Віталій Анатолійович   | Сільський голова, 1983 року народження, освіта вища, безпартійний | 31.10.2010   | 09.09.2012      |
| Фольварочний Богдан Леонідович | Сільський голова, 1979 року народження, освіта вища, безпартійний | 09.09.2012   |                 |

Примітка: таблиця складена за даними сайту Верховної Ради України

### Депутати
За результатами місцевих виборів 2010 року депутатами ради стали:

#### За суб'єктами висування
| Суб'єкт висування                                       | Кількість обраних депутатів | %    |
| ------------------------------------------------------- | --------------------------- | ---- |
| Політична партія Всеукраїнське об'єднання «Батьківщина» | 8                           | 53,3 |
| Самовисування                                           | 7                           | 46,7 |

#### За округами
| № округу                                                | Прізвище, ім'я, по батькові    | Дата визнання обраним | Освіта             | Партійна приналежність                        | Відомості про обраного депутата                                |
| ------------------------------------------------------- | ------------------------------ | --------------------- | ------------------ | --------------------------------------------- | -------------------------------------------------------------- |
| Політична партія Всеукраїнське об'єднання «Батьківщина» |                                |                       |                    |                                               |                                                                |
| 3                                                       | Шевчук Ганна Пилипівна         | 02.11.2010            | середня спеціальна | член Всеукраїнського об'єднання «Батьківщина» | КЦРЛ, медсестра                                                |
| 4                                                       | Чечотка Зоряна Богданівна      | 02.11.2010            | вища               | позапартійна                                  | приватний підприємець                                          |
| 6                                                       | Парій Валентина Аполлонівна    | 02.11.2010            | вища               | позапартійна                                  | Борсуківська загальноосвітня школа, вчитель                    |
| 7                                                       | Мисюк Юрій Григорович          | 02.11.2010            | середня            | член Всеукраїнського об'єднання «Батьківщина» | тимчасово не працює                                            |
| 8                                                       | Біляєв Микола Іванович         | 02.11.2010            | середня            | член Всеукраїнського об'єднання «Батьківщина» | ПП Карпець, майстер                                            |
| 9                                                       | Вітик Лариса Вікторівна        | 02.11.2010            | вища               | позапартійна                                  | ДЗЛановецька СЕС, головний бухгалтер                           |
| 11                                                      | Смосюк Сніжана Леонідівна      | 02.11.2010            | вища               | член Всеукраїнського об'єднання «Батьківщина» | дошкільний навчальний заклад «Джерельце», поміч пом вихователя |
| 13                                                      | Мулярчук Наталія Іларіонівна   | 02.11.2010            | вища               | позапартійна                                  | ДЗЛановецька СЕС, бухгалтер                                    |
| Самовисування                                           |                                |                       |                    |                                               |                                                                |
| 1                                                       | Новацька Надія Романівна       | 02.11.2010            | середня спеціальна | позапартійна                                  | Борсуківська сільська рада, секретар                           |
| 2                                                       | Кирея Леся Володимирівна       | 02.11.2010            | середня спеціальна | позапартійна                                  | ПСП агрофірма «Горинь», бухгалтер                              |
| 5                                                       | Малюта Галина Петрівна         | 02.11.2010            | вища               | позапартійна                                  | Борсуківська сільська рада, головний бухгалтер                 |
| 10                                                      | Світюк Тетяна Юріївна          | 02.11.2010            | середня спеціальна | позапартійна                                  | Борсуківська сільська рада, землевпорядник                     |
| 12                                                      | Михайлов Олександр Миколайович | 02.11.2010            | вища               | позапартійний                                 | тимчасово не працює                                            |
| 14                                                      | Сірий Леонід Талейович         | 02.11.2010            | середня спеціальна | позапартійний                                 | ПСП"Горинь", різноробочий                                      |
| 15                                                      | Тимчук Володимир Васильович    | 02.11.2010            | вища               | позапартійний                                 | відділ освіти РДА, вчитель                                     |